# خدنگ (سرده)
خدنگ یا خدنگ‌های آفریقایی (نام علمی: Herpestes) نام یک سرده از خانواده خدنگ‌ها است. چند گونه در سرده به عنوان خدنگ باریک شناخته می‌شوند. این سرده به عنوان سرده شاخص از خانواده خدنگ می‌باشد که شامل ۵-۶ گونه زنده و هر گونه دارای چندین زیرگونه می‌باشد. بقایای فسیلی سه گونه ماقبل تاریخ در فرانسه حفاری شد و در سال ۱۸۵۳ شرح داده شد.

## مشخصات
گونه‌های این سرده دارای دودیسی جنسی هستند و ماده‌ها کوچک‌تر از نرها هستند. وزن آنها بین ۰٫۶ تا ۳٫۶ کیلوگرم (۱٫۳ تا ۷٫۹ پوند) است. نرها دارای یک کروموزوم کمتر از ماده ها هستند، زیرا یک کروموزوم Y به اتوزوم منتقل می‌شود.

## گونه‌
- خدنگ آسیایی کوچک, Herpestes javanicus
  - H. j. javanicus
  - H. j. auropunctatus
  - H. j. exilis
  - H. j. orientalis
  - H. j. pallipes
  - H. j. palustris
  - H. j. peninsulae
  - H. j. perakensis
  - H. j. rafflesii
  - H. j. rubrifrons
  - H. j. siamensis
  - H. j. tjerapai
- خدنگ بینی‌دراز, Herpestes naso
- خدنگ خاکستری هندی, Herpestes edwardsii
  - H. e. edwardsii
  - H. e. ferrugineus
  - H. e. lanka
  - H. e. montanus
  - H. e. nyula
- خدنگ خرچنگ‌خوار, Herpestes urva
  - H. u. urva
  - H. u. annamensis
  - H. u. formosanus
  - H. u. sinensis
- خدنگ دم‌کوتاه, Herpestes brachyurus
  - H. b. brachyurus
  - H. b. hosei
  - H. b. javanensis
  - H. b. palawanus
  - H. b. parvus
  - H. b. sumatrius
- خدنگ طوقی, Herpestes semitorquatus
  - H. s. semitorquatus
  - H. s. uniformis
- خدنگ قهوه‌ای هندی, Herpestes fuscus
  - H. f. fuscus
  - H. f. flavidens
  - H. f. maccarthiae
  - H. f. rubidior
  - H. f. siccatus
- خدنگ گردن‌نواری, Herpestes vitticollis
  - H. v. vitticollis
  - H. v. inornatus
- خدنگ گلگون, Herpestes smithii
  - H. s. smithii
  - H. s. thysanurus
  - H. s. zeylanius
- خدنگ مصری, Herpestes ichneumon
  - H. i. ichneumon
  - H. i. angolensis
  - H. i. cafra
  - H. i. centralis
  - H. i. funestus
  - H. i. mababiensis
  - H. i. numidicus
  - H. i. parvidens
  - H. i. sabiensis
  - H. i. sangronizi
  - H. i. widdringtonii
- Herpestes lemanensis